# Powiat Burgenland (1994–2007)
Powiat Burgenland (niem. Burgenlandkreis) – był do 1 lipca 2007 powiatem w niemieckim kraju związkowym Saksonia-Anhalt. Tereny powiatu Burgenland i Weißenfels zostały połączone w nowy powiat Burgenland (niem. Landkreis Burgenland).
Siedzibą powiatu Burgenland był Naumburg (Saale).

## Miasta i gminy
| - 1. Elsteraue (9.696) - 2. Naumburg (Saale) (29.359) |

Wspólnoty administracyjne
| - 1. Wspólnota administracyjna An der Finne 1. Altenroda (567) 2. Bad Bibra, miasto (2.152) 3. Billroda (516) 4. Bucha (285) 5. Burgholzhausen (288) 6. Eckartsberga, miasto (1.859) 7. Golzen (210) 8. Herrengosserstedt (596) 9. Kahlwinkel (358) 10. Klosterhäseler (783) 11. Lossa (843) 12. Memleben (716) 13. Möllern (363) 14. Saubach (700) 15. Steinburg (180) 16. Taugwitz (914) 17. Thalwinkel (189) 18. Tromsdorf (392) 19. Wischroda (496) 20. Wohlmirstedt (944) - 2. Wspólnota administracyjna Bad Kösen 1. Abtlöbnitz (153) 2. Bad Kösen, miasto * (5.360) 3. Crölpa-Löbschütz (546) 4. Janisroda (212) 5. Leislau (264) 6. Prießnitz (315) | - 3. Wspólnota administracyjna Droyßiger-Zeitzer Forst 1. Bergisdorf (412) 2. Breitenbach (336) 3. Bröckau (390) 4. Döschwitz (884) 5. Droßdorf (691) 6. Droyßig (1.828) 7. Grana (755) 8. Haynsburg (547) 9. Heuckewalde (441) 10. Kretzschau (1.303) 11. Schellbach (511) 12. Weißenborn (376) 13. Wetterzeube (1.132) 14. Wittgendorf (676) - 4. Wspólnota administracyjna Unstruttal 1. Balgstädt (633) 2. Baumersroda (350) 3. Burgscheidungen (592) 4. Burkersroda (323) 5. Ebersroda (183) 6. Freyburg (Unstrut), miasto (4.342) 7. Gleina (866) 8. Größnitz (167) 9. Hirschroda (181) 10. Karsdorf (1.921) 11. Kirchscheidungen (365) 12. Laucha an der Unstrut, miasto (2.395) 13. Nebra (Unstrut), miasto (2.612) 14. Pödelist (338) 15. Reinsdorf (582) 16. Schleberoda (184) 17. Wangen (511) 18. Weischütz (184) 19. Zeuchfeld (231) | - 5. Wspólnota administracyjna Wethautal 1. Casekirchen (273) 2. Gieckau (343) 3. Goldschau (317) 4. Görschen (527) 5. Heidegrund (672) 6. Löbitz (447) 7. Meineweh (641) 8. Mertendorf (712) 9. Molau (551) 10. Osterfeld, miasto * (1.340) 11. Pretzsch) (171) 12. Schönburg (1.090) 13. Stößen, Stadt (1.036) 14. Unterkaka (308) 15. Utenbach (134) 16. Waldau (515) 17. Wethau (715) - 6. Wspólnota administracyjna Zeitzer Land 1. Deuben (1.136) 2. Döbris (71) 3. Geußnitz (662) 4. Kayna (1.483) 5. Luckenau (593) 6. Nonnewitz (841) 7. Theißen (1.915) 8. Würchwitz (642) 9. Zeitz, miasto (28.117) |